# Bistum Colima
Das Bistum Colima (lat.: Dioecesis Colimensis, span.: Diócesis de Colima) ist eine in Mexiko gelegene römisch-katholische Diözese mit Sitz in Colima.

## Geschichte
Das Bistum Colima wurde am 11. Dezember 1881 durch Papst Leo XIII. mit der Päpstlichen Bulle Si principum aus Gebietsabtretungen des Erzbistums Guadalajara errichtet und diesem als Suffraganbistum unterstellt. Am 28. Januar 1961 gab das Bistum Colima Teile seines Territoriums zur Gründung des mit der Apostolischen Konstitution Cristifidelium utilitati errichteten Bistums Autlán ab. Eine weitere Gebietsabtretung erfolgte am 13. Januar 1962 zur Gründung der Territorialprälatur Jesús María del Nayar. Das Bistum Colima gab am 30. April 1962 Teile seines Territoriums zur Gründung des mit der Apostolischen Konstitution Quo aptius errichteten Bistums Apatzingán ab. Weitere Gebietsabtretungen erfolgten am 25. März 1972 zur Gründung der mit der Apostolischen Konstitution Qui omnium errichteten Bistümer Ciudad Guzmán und San Juan de los Lagos.

## Bischöfe von Colima
- Francisco Melitón Vargas y Gutiérrez, 1883–1888, dann Bischof von Tlaxcala
- Francisco de Paula Díaz y Montes, 1889–1891
- Atenógenes Silva y Álvarez Tostado, 1892–1900, dann Erzbischof von Michoacán
- José Amador Velasco y Peña, 1903–1949
- Ignacio de Alba y Hernández, 1949–1967
- Leonardo Viera Contreras, 1967–1972, dann Bischof von Ciudad Guzmán
- Rogelio Sánchez González, 1972–1980
- José Fernández Arteaga, 1980–1988, dann Koadjutorerzbischof von Chihuahua
- Gilberto Valbuena Sánchez, 1989–2005
- José Luis Amezcua Melgoza, 2005–2013
- Marcelino Hernández Rodríguez, 2013–2021
- Gerardo Díaz Vázquez, seit 2023